# Fédération internationale de casting
La Fédération internationale de Casting (en anglais et officiellement International Casting Sport Federation) (ICSF)  est une association sportive internationale qui fédère plus de 50 fédérations nationales du monde entier. Le casting est considéré comme un sport de précision comme le Tir à l'arc et la discipline était inscrite aux Jeux mondiaux depuis la première édition en 1981 jusqu'en 2005.

## Structure
L'International Casting Sport Federation a été fondée en 1955 et a depuis travaillé pour améliorer la pratique internationale de Casting.
La fédération n'est pas membre de la Confédération internationale de la pêche sportive qui gère la pêche sportive avec prise de poisson dont la Fédération internationale de la Pêche Sportive à la mouche (les autres sont la pêche en eau douce et la pêche en mer). Ces deux structures ont signé en 2015 une déclaration de coopération.
Elle est responsable du classement mondial des pécheurs, de la définition des règles officielles et de l'organisation de compétitions internationales majeures.
L'ICSF est affiliée à l'Association générale des fédérations internationales de sports. Elle est également partie prenante de l'Agence mondiale antidopage.
Les objectifs de la fédération sont :
- Promouvoir et encourager les tournois Castingsport à travers le monde conformément aux principes olympiques
- Développer le tournoi Casting
- Rédiger et interpréter les statuts et règlements de l'ICSF
- Promouvoir et sanctionner les compétitions internationales en Plug-and Fly-distance et précision Casting
- Organiser les dates, les événements, les sites pour les championnats du monde qui se tiendront chaque année paire et les championnats continentaux qui auront lieu chaque année impaire
- Participer aux Jeux Mondiaux et organiser les Jeux Mondiaux de Casting
- Confirmer et maintenir les scores des records du monde, les scores des records continentaux et les juges internationaux

## Associations membres
En 1955, 14 associations nationales se sont réunies pour fonder l'ICF (aujourd'hui ICSF). Le premier Championnat du Monde de Casting ICF a eu lieu deux ans plus tard en Allemagne.
La Fédération internationale de Casting compte 53 membres en 2018 avec une particularité pour le Japon, la Slovaquie et le Royaume-Uni de compter deux associations pour le même pays.
| Afrique | Amériques | Asie-Pacifique | Europe |
| --- | --- | --- | --- |
| - Cameroun (Federation Camerounaise de Casting Sport) - Nigeria (Nigeria Casting Sport Federation) - Afrique du Sud (South African Sport Anglers and Casting Federation) | - Brésil (Confederação Brasileira de Pesca E Desportos Subaquáticos) - Canada (Canadian Casting Federation) - Chili (Federation de Caza y Pesca de Chile) - Paraguay (Federacion Paraguaya de Pesca Deportiua) - États-Unis (American Casting Association) | Asie - Chine (CNFA-China Worldfish) - Chinese Taipei (Chinese Taipei Casting sport Association) - Inde (Casting Federation of India) - Iran (I. R. Iran Casting Sport Association) - Japon (Japan Casting Association) - Japon (Japan Casting Sport Federation) - Kazakhstan (Federation of Sport Fishing of the Republic of Kazakhstan) - Corée du Sud (Seoul Spey Club) - Malaisie (Sportcast Malaysia) - Mongolie (Mongolian Casting Sport Federation) - Pakistan (Pákistan Casting Sport Federation) - Singapour (Sportfishing Association Singapore) Pacifique - Australie (Australian Casting Federation) - Nouvelle-Zélande (NZ Angling &Casting Association) | \| - Albanie (Albanian Association of Sport Fishing and Recreation) - Autriche (Austrian Casting Federation) - Bosnie-Herzégovine (Sportsko Ribolovni Savez Bosne i Hercegovine) - Bulgarie (Bulgarien Flyfishing Federation) - Jersey (Jersey Freshwater Angling Association) - Croatie (Hrvatski športsko ribolovni savez) - République tchèque (Czech Angling Union) - Danemark (Denmark Casting Federation) - Estonie (Eesti Castingu Liit) - Finlande (Finnish Casting Federation) - France (Peche Sportives France) - Géorgie (Georgian Casting Sport Federation) - Allemagne (Deutscher Angelfischerverband) - Pays-Bas (Nederlandse Casting Federation – Dutch Surfcasting Federation) - Hongrie (National Federation of Hungarian Anglers) \| - Irlande (National Course Fishing Federation of Ireland) - Israël (Surfcasting sport of Israel) - Italie (Federazione Italiana Pesca Sportiva e Attivita Subacquee) - Lettonie (Latvia Angling Sport Federation) - Lituanie (Lithuanian Sport Fishing Federation) - Norvège (Norges Castingforbund) - Pologne (Polski Związek Wędkarski) - Russie (Souz Nahlystovogo Sporta, Russia) - Slovaquie (Slovenský Svaz Rybolovnej techniky) - Slovaquie (Slovenský rybársky zväz) - Slovénie (Ribiška zveza Slovenije) - Espagne (Federation Of Fishing & Casting) - Suède (Swedish Casting Sport Federation) - Suisse (Swiss Casting Sport Federation) - Royaume-Uni (United Kingdom Sportscast Federation) - Royaume-Uni (United Kingdom Sportscast Federation) \| |
| - Albanie (Albanian Association of Sport Fishing and Recreation) - Autriche (Austrian Casting Federation) - Bosnie-Herzégovine (Sportsko Ribolovni Savez Bosne i Hercegovine) - Bulgarie (Bulgarien Flyfishing Federation) - Jersey (Jersey Freshwater Angling Association) - Croatie (Hrvatski športsko ribolovni savez) - République tchèque (Czech Angling Union) - Danemark (Denmark Casting Federation) - Estonie (Eesti Castingu Liit) - Finlande (Finnish Casting Federation) - France (Peche Sportives France) - Géorgie (Georgian Casting Sport Federation) - Allemagne (Deutscher Angelfischerverband) - Pays-Bas (Nederlandse Casting Federation – Dutch Surfcasting Federation) - Hongrie (National Federation of Hungarian Anglers) | - Irlande (National Course Fishing Federation of Ireland) - Israël (Surfcasting sport of Israel) - Italie (Federazione Italiana Pesca Sportiva e Attivita Subacquee) - Lettonie (Latvia Angling Sport Federation) - Lituanie (Lithuanian Sport Fishing Federation) - Norvège (Norges Castingforbund) - Pologne (Polski Związek Wędkarski) - Russie (Souz Nahlystovogo Sporta, Russia) - Slovaquie (Slovenský Svaz Rybolovnej techniky) - Slovaquie (Slovenský rybársky zväz) - Slovénie (Ribiška zveza Slovenije) - Espagne (Federation Of Fishing & Casting) - Suède (Swedish Casting Sport Federation) - Suisse (Swiss Casting Sport Federation) - Royaume-Uni (United Kingdom Sportscast Federation) - Royaume-Uni (United Kingdom Sportscast Federation) | | |